# Enaphalodes rufulus
Enaphalodes rufulus là một loài bọ cánh cứng trong họ Cerambycidae.